# Meurtres à Carcassonne
Pour plus de détails, voir Fiche technique et Distribution.
Meurtres à Carcassonne est un téléfilm français réalisé par Julien Despaux et diffusé en 2015 sur France 3.

## Synopsis
Le lieutenant de police Angélique Demange, obligée de faire équipe avec son ex mari, Raphaël Leprince, enquête sur un meurtre commis devant la basilique Saint-Nazaire de la Cité de Carcassonne. Le meurtrier, filmé par une caméra de vidéosurveillance, était vêtu d'une cape brodée de la Croix des anciens Templiers. 
Au fil de leur enquête qui concerne les meurtres successifs des membres d'une même famille tués à dix-huit ans d'intervalle avec la même arme, les deux policiers seront conduits à se rendre dans l'énigmatique village de Rennes-le-Château, situé non loin de Carcassonne.

## Fiche technique
- Titre original : Meurtres à Carcassonne
- Réalisation : Julien Despaux
- Scénario : Laurent Vivier
- Photographie : Laurent Dhainaut
- Production : Thomas Bourguignon, Stéphanie Carrère
- Sociétés de production : Kwaï, RTBF, avec la participation de France Télévisions, TV5 Monde, RTS Radio Télévision Suisse et du CNC
- Pays de production :  France
- Langue originale : français
- Genre : Policier
- Durée : 90 minutes
- Date de diffusion : 9 mai 2015 sur France 3

## Audience
France : 4,171 millions de téléspectateurs (première diffusion) (18,6 % de part d'audience), deuxième derrière Stars 80 (TF1)

## Distribution

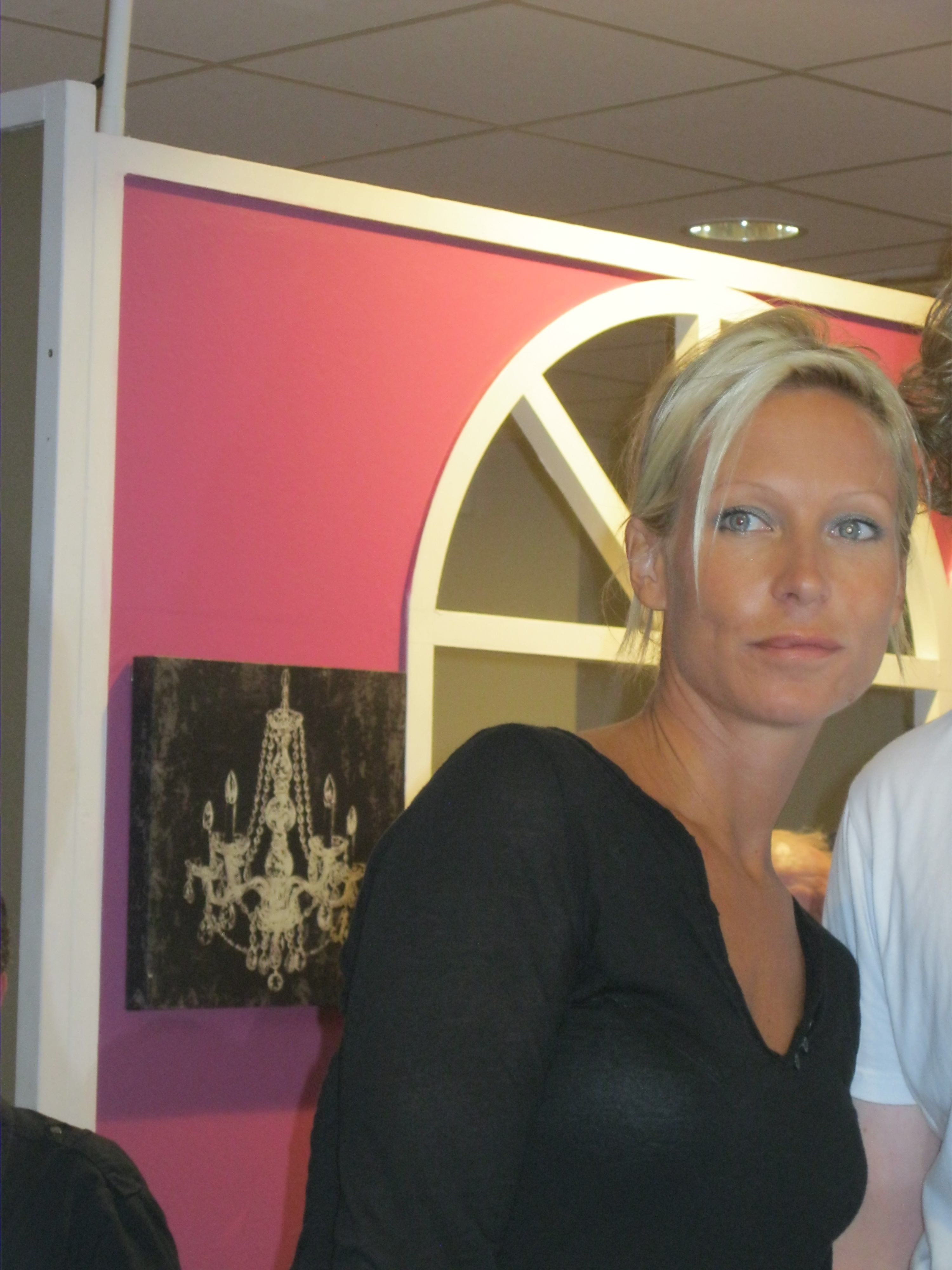
Rebecca Hampton

- Rebecca Hampton : Angélique Demange
- Bruno Wolkowitch : Raphaël Leprince
- Bernard Blancan : William Malory
- Michel Voïta : Hugues Dorval
- Vanessa Liautey : Agnès Dorval
- Benjamin Baroche : lieutenant Antoine
- Piérick Tournier : le substitut Torrez
- Philippe Nahon : le père Ancel
- Brice Fournier : Samuel Carvalho
- Guilaine Londez : Eliane Carvalho
- Thierry Almon : l'infirmier général
- Gilles Matheron : Dr. Vannier
- Sophie Chenko : Françoise Delerue
- Véronique Merveille : Solange Dorval

## Autour du film

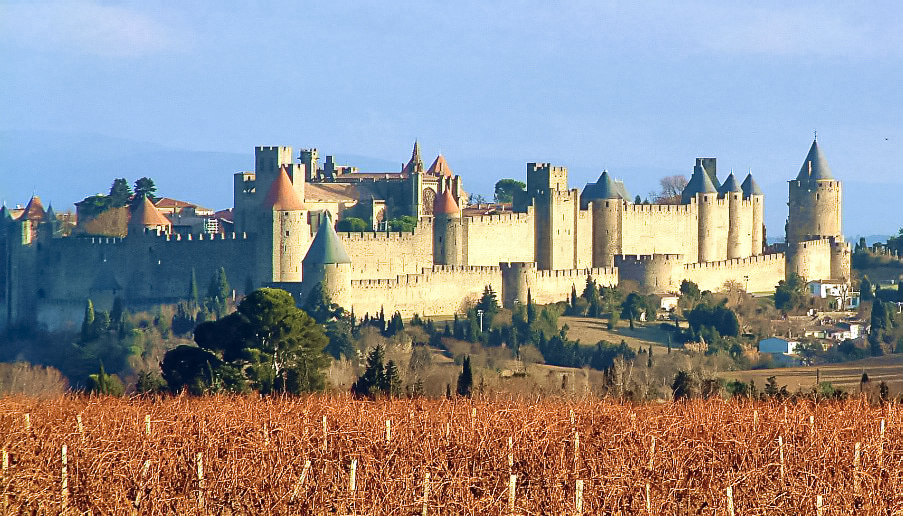
La cité de Carcassonne

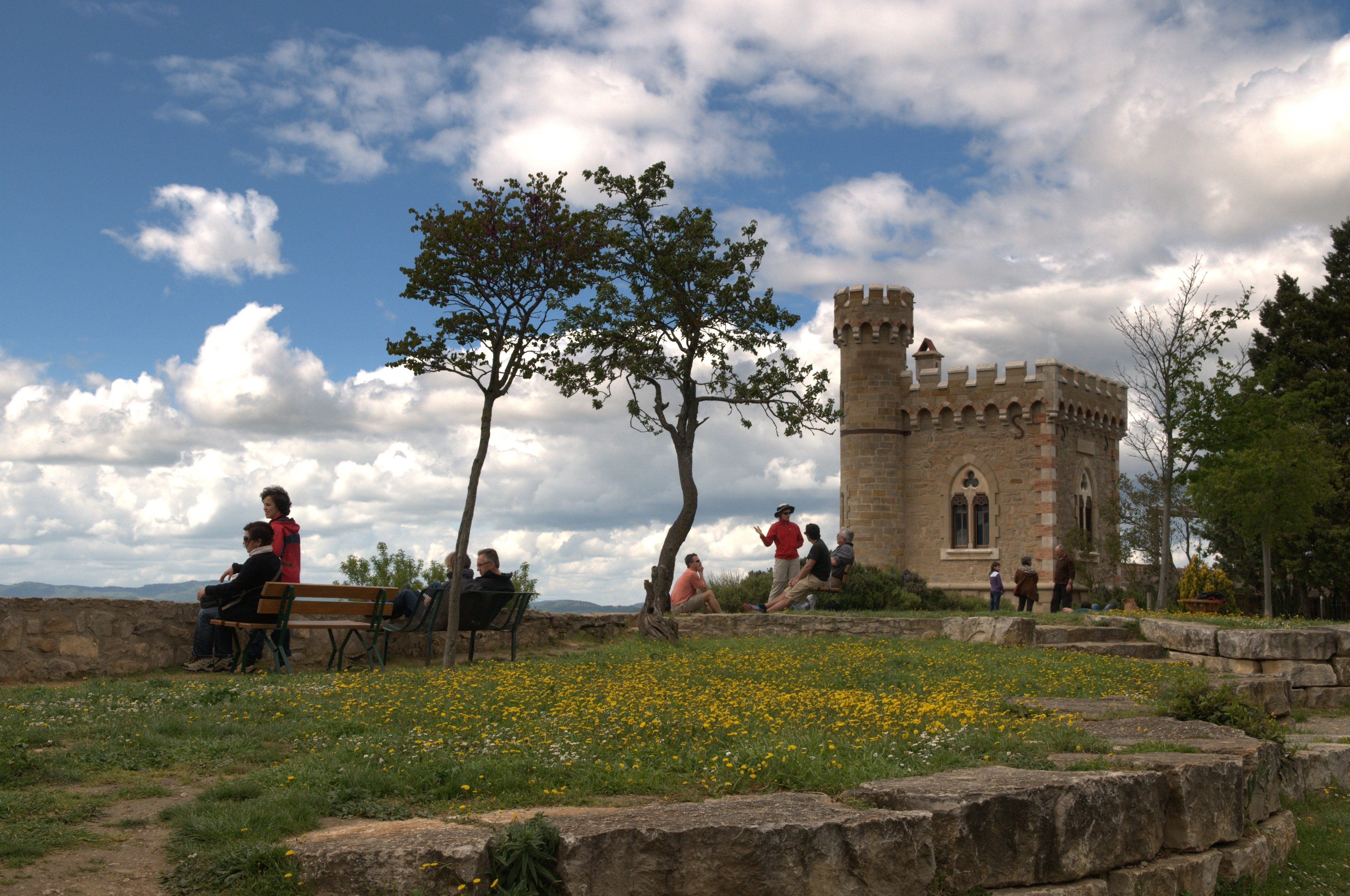
Rennes le Château

La particularité de ce téléfilm est d'associer le principe de la collection "Meurtres à..." est d'intégrer les lieux avec des légendes et des traditions locales avec la fameuse énigme de Rennes-le-Château, bien connu pour son étrange curé et un mythe étrange lié à un fabuleux trésor. Le maire de cette commune joue d'ailleurs le rôle d'un templier dans ce téléfilm.

### Tournage à Carcassonne
Le film fut tourné en décors naturels en grande partie dans la ville de Carcassonne, et notamment dans la Cité. 
De nombreux plans présentent la basilique Saint-Nazaire de Carcassonne.

### Tournage à Rennes-le-Château
D'autres scènes de ce téléfilm ont  été tournées à Rennes-le-Château, petit village de l'Aude du canton de Quillan.
De nombreux plans présentent le domaine de l'abbé Saunière, au cœur du village perché des Hautes Corbières, en plein pays cathare, et notamment la Tour Magdala, la villa Béthanie et la terrasse qui domine les vallées de l'Aude et de la Sals et la petite ville de Couiza. 
Cet endroit a inspiré une littérature ésotérique importante et une chasse aux trésors qui, à ce jour, perdure encore. Les auteurs de cet épisode ont reconnu avoir utilisé la notoriété de ce lieu pour ajouter du mystère à l'intrigue.

### Tournage à Villarzel-Cabardes
Quelques scènes ont également été tournées dans le château de Villalong, située dans la commune de Villarzel-Cabardes, village situé dans le Minervois, non loin de Carcassonne

## Commentaire
- Meurtres à Carcassonne est le neuvième épisode de la Collection Meurtres à.